# Paramochtherus
Paramochtherus är ett släkte av tvåvingar. Paramochtherus ingår i familjen rovflugor.

## Arter inomParamochtherus[1]
- Paramochtherus badghysicus
- Paramochtherus carinatus
- Paramochtherus fraternus
- Paramochtherus haubrugei
- Paramochtherus hierochonticus
- Paramochtherus tinctus